# Hulan, Harbin
Hulan är ett stadsdistrikt i Harbin i Heilongjiang-provinsen i nordöstra Kina.